# Carex microdonta
Carex microdonta är en halvgräsart som beskrevs av John Torrey. Carex microdonta ingår i släktet starrar, och familjen halvgräs. Inga underarter finns listade i Catalogue of Life.